# Verhuellia lunaria
Verhuellia lunaria là một loài thực vật có hoa trong họ Hồ tiêu. Loài này được (Desv. ex Ham.) C. DC. miêu tả khoa học đầu tiên.